# Středomořská potravinová pyramida
Středomořská potravinová pyramida je grafické znázornění středomořského způsobu stravování – popisuje typy jídel vhodné ke konzumaci a správnou četnost jejich konzumace. Pyramida byla roku 1993 zpracována neziskovou organizací Oldways Preservation Trust, Ústavem veřejného zdraví Harvardovy univerzity a Světovou zdravotnickou organizací.
Středomořská strava je úzce spjata se středomořskými oblastmi, ve kterých se vyrábí olivový olej. Pyramida postavená na aktuálních výzkumech v oblasti výživy popisuje zdravou středomořskou stravu, která vychází ze stravovacích návyků na Krétě v Řecku a na jihu Itálie přibližně kolem roku 1960, kdy byl v těchto oblastech, navzdory omezeným zdravotním službám, velmi nízký výskyt chronických onemocnění a vysoká střední délka života dospělých. Tato zjištění bývají připisována zejména americkému fyziologovi Ancelu Keysovi. 
Potraviny jsou v pyramidě rozlišeny podle toho, zda by měly být konzumovány na denní, týdenní či měsíční bázi, jejich doporučené porce však uvedeny nejsou.
Výzkumy ukazují, že stravování podle středomořského modelu podporuje dobré zdraví a dlouhověkost. Dle některých publikovaných studií jde středomořský způsob stravování ruku v ruce se sníženým rizikem onemocnění, jako jsou plicní onemocnění či Alzheimerova choroba, a zároveň jím lze předcházet vzniku alergií či astmatu.